# Boncourt-sur-Meuse
Boncourt-sur-Meuse é uma comuna francesa na região administrativa de Grande Leste, no departamento de Meuse. Estende-se por uma área de 10,84 km². Em 2010 a comuna tinha 337 habitantes (densidade: 31,1 hab./km²).